# Atractodes longiceps
Atractodes longiceps là một loài tò vò trong họ Ichneumonidae.